# Académica Coimbra
Associação Académica de Coimbra (wym. [ɐkɐˈdɛmikɐ dɨ kuˈĩbɾɐ]) – portugalski klub piłkarski z siedzibą w mieście Coimbra.

## Historia
Założona w 1876 roku jako amatorska organizacja studencka uniwersytetu w Coimbrze, Académica nie osiągała wielkich sukcesów, takich jak portugalska Wielka trójka (FC Porto, SL Benfica i Sporting CP).
Klub ma na swoim koncie jedno wicemistrzostwo i 2 puchary kraju, w sezonie 2008/2009 występuje w rozgrywkach Primeira Liga.
W ostatnich latach do największych osiągnięć klubu należy zaliczyć półfinał Pucharu Portugalii w sezonie 2010/2011, a także wygrana w finale tych samych rozgrywek w sezonie 2011/2012, dzięki której klub po raz pierwszy wystąpił w Lidze Europy.
W fazie grupowej Ligi Europy drużyna zajęła 3. miejsce, pokonując u siebie zwycięzcę poprzedniej edycji Atlético Madryt.

## Europejskie puchary
Legenda do wszystkich tabel:
- Q – runda eliminacyjna, 1/16, 1/8, 1/4, 1/2 – odpowiednia faza rozgrywek, Grupa – runda grupowa, 1r gr – pierwsza runda grupowa, 2r gr – druga runda grupowa, F – finał, R – runda, PO – play-off
- k. – rzuty karne, los. – losowanie, Dogr. – dogrywka, w. – zasada bramek strzelonych na wyjeździe

| Sezon   | Rozgrywki                 | Runda   | Przeciwnik              | Dom | Wyjazd | Ogólnie    |
| ------- | ------------------------- | ------- | ----------------------- | --- | ------ | ---------- |
| 1968/69 | Puchar Miast Targowych    | 1R      | Olympique Lyon          | 1–0 | 0–1    | 1–1, los.  |
| 1969/70 | Puchar Zdobywców Pucharów | 1R      | KuPS Kuopio             | 0–0 | 1–0    | 1–0        |
| 1969/70 | Puchar Zdobywców Pucharów | 1/8     | 1. FC Magdeburg         | 2–0 | 0–1    | 2–1        |
| 1969/70 | Puchar Zdobywców Pucharów | 1/4     | Manchester City         | 0–0 | 0–1    | 0–1, Dogr. |
| 1971/72 | Puchar UEFA               | 1R      | Wolverhampton Wanderers | 1–4 | 0–3    | 1–7        |
| 2012/13 | Liga Europy               | Grupa B | Viktoria Pilzno         | 1–1 | 1–3    | 3. miejsce |
| 2012/13 | Liga Europy               | Grupa B | Atlético Madryt         | 2–0 | 1–2    | 3. miejsce |
| 2012/13 | Liga Europy               | Grupa B | Hapoel Tel Awiw         | 1–1 | 0–2    | 3. miejsce |

## Obecna kadra
Stan na 14 grudnia 2022
| Nr | Poz. | Piłkarz         |
| -- | ---- | --------------- |
| 1  | BR   | Luís Pedro      |
| 2  | OB   | Diogo Costa     |
| 3  | OB   | Benny           |
| 4  | OB   | João Milagres   |
| 5  | OB   | Marco Grilo     |
| 6  | NA   | João Pais       |
| 7  | NA   | Vasco Paciência |
| 8  | PO   | David Caiado    |
| 9  | PO   | Diogo Machado   |
| 10 | PO   | Pepo Santos     |
| 11 | PO   | David Teles     |
| 13 | OB   | Diogo Amaro     |
| 14 | PO   | Xavier Venâncio |
| 16 | PO   | Vasco Gomes     |
| 17 | NA   | Isaac Boakye    |

| Nr | Poz. | Piłkarz           |
| -- | ---- | ----------------- |
| 18 | OB   | Francisco Lopes   |
| 19 | NA   | Desmond Nketia    |
| 20 | NA   | Pedro Prazeres    |
| 22 | BR   | Nuno Hidalgo      |
| 23 | PO   | David Brás        |
| 24 | BR   | Martim Remédios   |
| 26 | OB   | Nivaldo Alves     |
| 27 | OB   | Fábio Pala        |
| 57 | OB   | Bernardo Ferreira |
| 66 | NA   | Diogo Ribeiro     |
| 77 | NA   | Hugo Seco         |
| 80 | PO   | Rodrigo Guedes    |
| 88 | OB   | Douglão           |
| 91 | BR   | Bernardo Santos   |
| -  | PO   | Diogo Cardoso     |

## Stadion

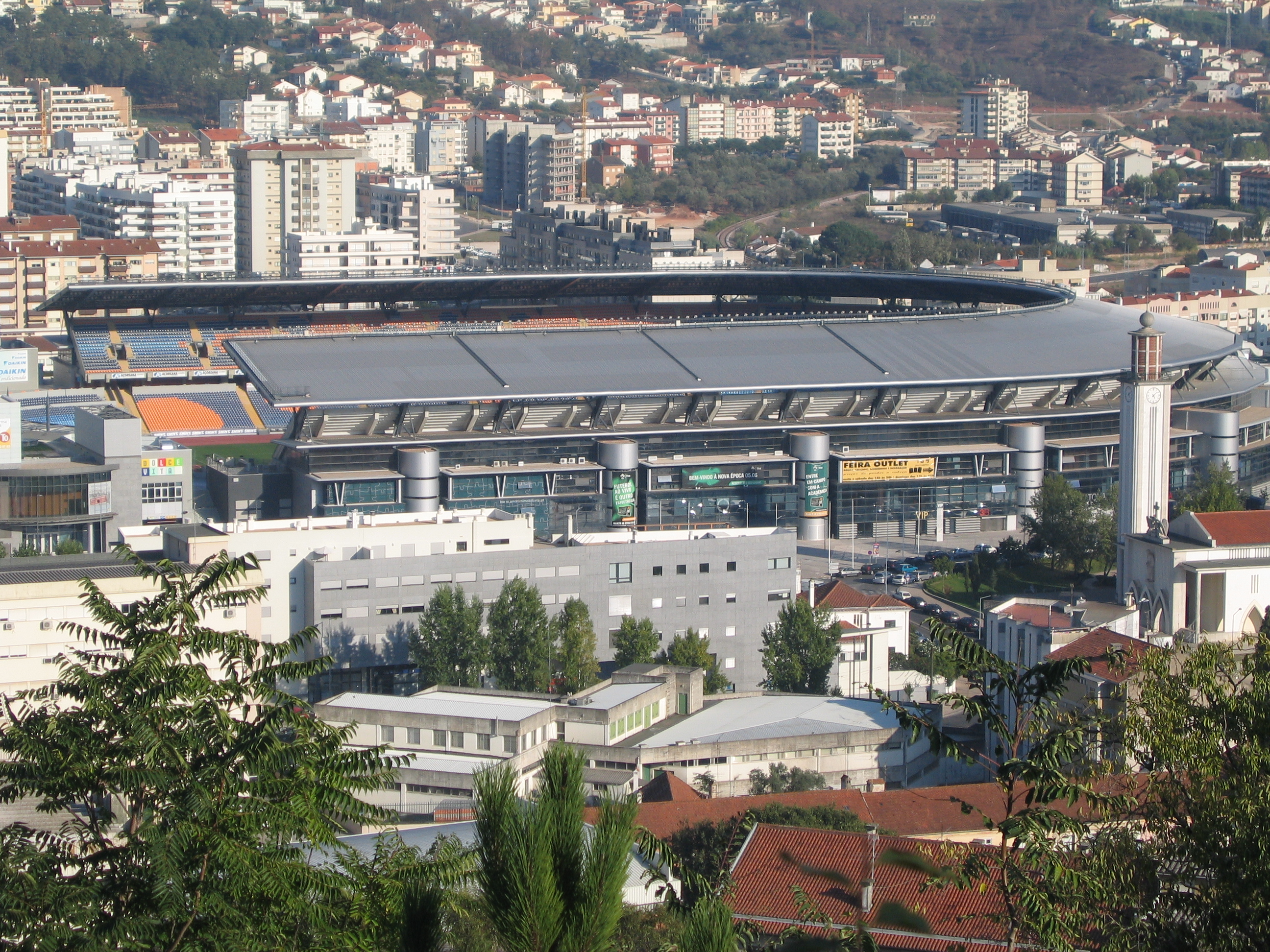
Widok na stadion

Estádio Cidade de Coimbra (Stadion Miasta Coimbra) jest stadionem, na którym domowe mecze rozgrywa Académica, należy do miasta Coimbra. Stadion ma 30 210 miejsc siedzących, dwie trzecie z nich są zadaszone. Poza tym, na stadionie znajdują się liczne udogodnienia. Do 2003 nazywany był Estádio Municipal de Coimbra (Stadionem Miejskim w Coimbrze) albo Estádio do Calhabé (Stadion Calhabé) od nazwy części miasta, w której znajduje się stadion. W przeszłości stadion mógł pomieścić 15 000 osób. Został rozbudowany i zmodernizowany pod kątem  Euro 2004. Inauguracja zmodernizowanego stadionu miała miejsce 27 września 2003 koncertem zespołu Rolling Stones, na którym było ponad 50 000 osób. 29 października 2003, Académica zagrała swój pierwszy oficjalny na zmodernizowanym stadionie mecz przeciwko Benfice Lizbona.

## Sukcesy
- wicemistrz Portugalii: 1967
- zdobywca Pucharu Portugalii: 1939 (finał 4:3 z SL Benfica), 2012 (finał 1:0 ze Sportingiem)
- finalista Pucharu Portugalii: 1923, 1951, 1967, 1969
- finał Superpucharu Portugalii: 2012

## Trenerzy
- Mário Wilson (1980-1981)
- Jesualdo Ferreira (1984-1985)
- Vítor Oliveira (1985, 1996–1997)
- Raul Águas (1998–1999)
- Carlos Garcia (1999–2000)
- João Alves (2000–02)
- Artur Jorge (grudzień 2002–sierpień 2003)

- Vítor Oliveira (sierpień 2003–styczeń 2004)
- João Carlos Pereira (styczeń 2004–grudzień 2004)
- Nelo Vingada (grudzień 2004–maj 2006)
- Manuel Machado (maj 2006–wrzesień 2007)
- Domingos (styczeń 2007–maj 2009)
- Rogério Gonçalves (czerwiec 2009–październik 2009)
- Zé Nando (tymczasowy) (październik 2009)

- André Villas-Boas (październik 2009–czerwiec 2010)
- Jorge Costa (czerwiec 2010–grudzień 2010)
- José Guilherme (grudzień 2010–luty 2011)
- Ulisses Morais (Lluty 2011–maj 2011)
- Pedro Emanuel (czerwiec 2011–kwiecień 2013)
- Sérgio Conceição (kwiecień 2013–maj 2014)
- Paulo Sérgio (maj 2014–luty 2015)
- José Viterbo (luty 2015-)

## Strony klubowe
- Associação Académica de Coimbra – O.A.F.